# Kazimierz Buda
Kazimierz Buda (Mielec, Polonia, 3 de mayo de 1960) es un futbolista polaco retirado que jugaba de defensa. Durante su etapa con el Legia de Varsovia se proclamó campeón de la Copa de Polonia de 1983, siendo su único título conseguido.

## Clubes
| Club                       | País      | Año       |
| -------------------------- | --------- | --------- |
| Stal Mielec                | Polonia   | 1976-1983 |
| Legia de Varsovia          | Polonia   | 1983-1989 |
| Royal Boussu Dour Borinage | Bélgica   | 1989-1990 |
| Vaasan Palloseura          | Finlandia | 1990-1995 |
| →Hutnik Varsovia           | Polonia   | 1990-1991 |
| →Pogoń Grodzisk            | Polonia   | 1994-1995 |
| Euran Pallo                | Finlandia | 1996      |
| Dolcan Ząbki               | Polonia   | 1997-2001 |